# Машина для прогнозирования приливов
Машина для прогнозирования приливов — специализированный механический аналоговый компьютер конца XIX — начала XX века, сконструированный и настроенный для предсказания приливов и отливов и нерегулярных колебаний их высоты, которая имеет стохастическую вариативность за счёт суммы частот которые никогда (в совокупности) не повторяются в точности. Целью было сокращение трудоёмких и подверженных ошибкам вычислений для предсказания приливов. Такие машины обычно давали прогнозы, с точностью до часа, дня, года и даже более.
Первая машина сконструирована в 1872—1873 годах Уильямом Томсоном, позднее им же в 1876 году и в 1879 годах построены большие машины. В 1881—1882 годах на несколько иных принципах машины прогнозирования построены в США Уильямом Феррелом.